# Joaquín Benoit
Joaquín Antonio Benoit Peña (nacido el 26 de julio de 1977 en Santiago) es un lanzador relevista dominicano que jugaba para los Tigres de Detroit en las Grandes Ligas de Béisbol.

## Carrera

### Texas Rangers
Firmando con los Rangers de Texas a la edad de 16 años, Benoit estuvo con la organización de los Rangers casi toda su carrera profesional. Excepto las asignaciones de rehabilitación después de períodos en la lista de lesionados, había estado con el club de Grandes Ligas a tiempo completo desde mediados de la temporada 2003. Los siete años de Benoit con los Rangers de Texas lo convirtió en el segundo miembro titular que más duró militando en el equipo después de Michael Young.
Originalmente como abridor, Benoit fue movido al bullpen para lanzar parcialmente en la temporada 2003. Desde entonces, ocupó diversos puestos de relievista, haciendo apariciones como abridor cuando era necesario.
Benoit tiene el récord de Grandes Ligas por haber registrado el mayor salvamento en la historia. Relevó a Todd Van Poppel en el inicio de la tercera entrada del juego contra los Orioles de Baltimore el 3 de septiembre de 2002.
En 2006, Benoit estuvo clasificado dentro de los 10 mejores relevistas de la Liga Americana en ponches, entradas lanzadas, y en porcentaje de corredores heredados que le anotaron.
El 27 de enero de 2009, Benoit se sometió a cirugía para reparar un desgarro en el manguito rotador, y se perdió la temporada 2009.

### Tampa Bay Rays

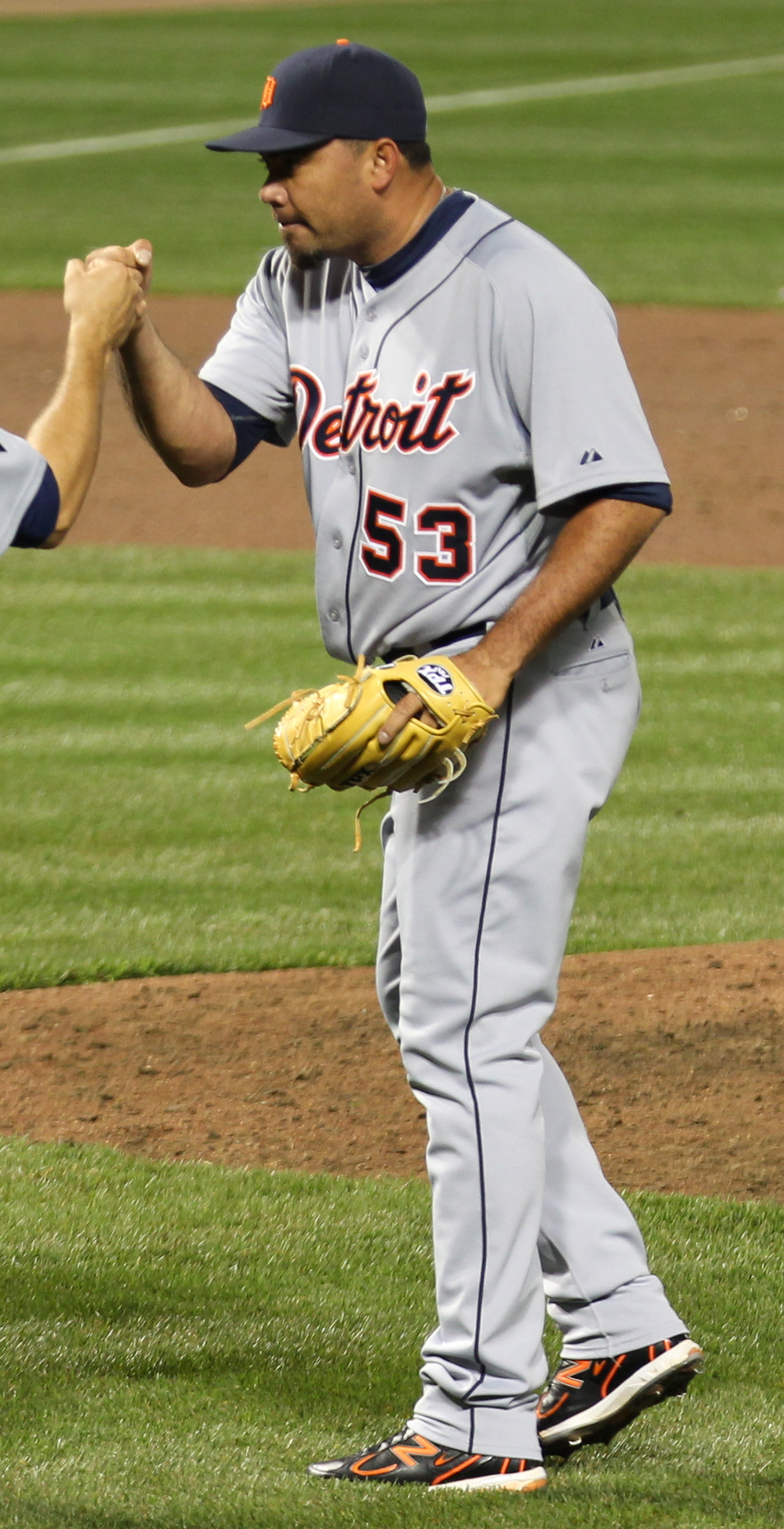
Benoit con Detroit en 2011

Benoit firmó un contrato de ligas menores con una invitación a los entrenamientos de primavera con los Rays de Tampa Bay para la temporada 2010. Fue llamado a los Rays y debutó con el equipo el 29 de abril de 2010. Se estableció como un relevista preparador y no permintió carrera hasta su aparición 13 de la temporada ante su antiguo equipo, los Rangers de Texas. Después de unirse a los Rays, la efectividad de Benoit no fue superior a 1.40 y se convirtió en el preparador del cerrador Rafael Soriano. Su buena temporada lo llevó a ganar el Tony Conigliaro Award.

### Detroit Tigers
El 19 de noviembre de 2010, Benoit firmó un contrato por tres años con los Tigres de Detroit. El acuerdo tuvo un valor de 16.5 millones de dólares con bonos de desempeño de hasta $1 millón por año. Benoit no acababa de repetir su excelente temporada 2010, pero tuvo un año sólido, sin embargo, terminó con marca de 4-3, efectividad de 2.95 y WHIP de 1.05. Ponchó a 63 bateadores en 61 entradas, permitiendo sólo 47 hits y 20 carreras limpias. Benoit entró en relevo en el decisivo Juego 5 de la Serie Divisional de la Liga Americana contra los Yankees de Nueva York y realizó cinco outs cruciales. Salió de un apuro con las bases llenas permitiendo sólo una carrera, gracias a haber ponchado a los toleteros Álex Rodríguez y Nick Swisher.

## Lanzamientos
Benoit cuenta con tres lanzamientos. Lanza una recta por encima de las 90 millas, un slider por encima de las 80 millas, y un cambio por debajo de 80 millas.